# Hits of the World
A Hits of the World é uma coleção de paradas musicais semanais publicados pela revista Billboard. Ela classifica as 25 melhores canções em mais de 40 países ao redor do mundo baseada em vendas digitais e streaming fornecidos pela MRC Data. Anunciada em 14 de fevereiro de 2022 e lançada no dia seguinte, o período de contagem de cada parada vai de sexta a quinta-feira de cada semana, sendo atualizadas todas as terças-feiras.

## Paradas

### Paradas preexistentes
- Billboard Canadian Albums
- Billboard Canadian Hot 100
- Billboard Argentina Hot 100
- Billboard Japan Hot 100
- Billboard K-pop Hot 100
- Billboard Vietnam Hot 100
- Billboard Vietnam Top Vietnamese Songs
- UK Albums Chart
- UK Singles Chart
- Australia Albums
- Germany Albums
- Greece Albums

### África
- South Africa Songs

### Ásia-Pacífico
- Australia Songs
- Hong Kong Songs
- India Songs
- Indonesia Songs
- Malaysia Songs
- New Zealand Songs
- Philippines Songs
- Singapore Songs
- Taiwan Songs
- Thailand Songs
- Turkey Songs

### Europa
- Austria Songs
- Belgium Songs
- Croatia Songs
- Czech Republic Songs
- Denmark Songs
- Finland Songs
- France Songs
- Germany Songs
- Greece Songs
- Hungary Songs
- Iceland Songs
- Ireland Songs
- Luxembourg Songs
- Netherlands Songs
- Norway Songs
- Poland Songs
- Portugal Songs
- Romania Songs
- Russia Songs
- Slovakia Songs
- Spain Songs
- Sweden Songs
- Switzerland Songs
- U.K. Songs

### América Latina
- Bolivia Songs
- Brazil Songs
- Chile Songs
- Colombia Songs
- Ecuador Songs
- México Songs
- Peru Songs